# بيدرو غونزاليس (لاعب كرة قدم مواليد 1943)
بيدرو غونزاليس (بالإسبانية: Pedro Gonzales)‏ (مواليد 19 مايو 1943) هو لاعب كرة قدم من بيرو. يلعب مع منتخب بيرو لكرة القدم. سبق له أن لعب في كأس العالم لكرة القدم 1970 مع منتخب بلاده.

## روابط خارجية
- بيدرو غونزاليس على موقع الاتحاد الدولي (مؤرشف)  (الإنجليزية)
- بيدرو غونزاليس على موقع قاعدة بيانات كرة القدم.إي يو (الإنجليزية)
- بيدرو غونزاليس على موقع ناشيونال فوتبول تيمز (الإنجليزية)
- بيدرو غونزاليس على موقع Soccerway.com (الإنجليزية)
- بيدرو غونزاليس على موقع عالم كرة القدم.نت (الإنجليزية)